# José Caridad González
José Caridad González (Desconocido - Coro, 1795) fue un esclavo africano acusado de ser uno de los principales promotores intelectuales de la insurrección de la sierra de Coro junto con José Leonardo Chirino.
Fue llevado desde África a Curazao, desde donde se fugó hacia la ciudad de Coro, en Venezuela, y donde obtuvo reconocimiento de otros esclavos y el respeto de las autoridades. El 10 de mayo de 1795, José Leonardo Chirino lideraría un fallido intento de insurrección para lograr la abolición de la esclavitud y formar una república, en el intento fallecería González, la participación de González en la rebelión ha sido objeto de disputas.

## Biografía
Se desconoce la fecha y lugar de su nacimiento, probablemente era de origen Loango o Mina, llegó como esclavo a Curazao proveniente de África, sin embargo se fugó hacia Coro, desde donde organizó fugas de esclavos de Curazao. En Venezuela se ganó el respeto de las autoridades y de los negros con los que tuvo contacto, dominaba varios idiomas y ejerció diversas labores.
Viajó a España, donde gestionó títulos de propiedad para negros del poblado de Macuquita, además de investigar sobre una presunta real cédula de Carlos IV que le daba la libertad a los esclavos, la cual, supuestamente, había sido ocultada por los esclavistas. De vuelta en Venezuela trató de influenciar en las autoridades locales para establecer una milicia de negros capitaneada por él mismo, aunque no lo consiguió.
González estaba influenciado por la revolución francesa y, según algunas fuentes, conoció en Venezuela a José Leonardo Chirino quien en diversos viajes por las Antillas fue impactado por la independencia de Haití, los ideales de igualdad y abolición de la esclavitud, y, presuntamente, los dos comienzan a organizar la rebelión para liberar a los esclavos y proclamar una república.
El 10 de mayo de 1795 en Macanillas en la Sierra de Coro, José Leonardo Chirino lideró una insurrección de negros contra los esclavistas, a pesar de un corto éxito, la rebelión fracasó. Previo a la insurrección, según algunas fuentes, Chirino expandió el rumor del apoyo de González al movimiento, buscando atraer más seguidores debido a la popularidad de González entre los negros de la ciudad. El 12 de mayo, José Caridad junto con 21 negros se presentó ante las autoridades de Coro para ayudar en la defensa de la ciudad, pero fue apresado al desconfiar de su ofrecimiento.
Según las fuentes oficiales, el mismo 12 de mayo mientras era llevado a la cárcel trató de fugarse y fue asesinado por los guardias. En los juicios posteriores a los participantes de la insurrección, algunos afirmaron que González no había tomado parte en la rebelión y otros lo acusaron de ser el autor intelectual.
En un informe al gobernador de Caracas del teniente de justicia de Coro Mariano Ramírez Valderraín, tras la confesión de los capturados en la rebelión, se acusó a González de ser el principal instigador de la insurrección, al afirmar que José Caridad promovió el levantamiento de los negros diciéndoles que tenía una real cédula que les otorgaba su libertad.

## Reconocimientos
En 2006 se decretó el 10 de mayo como el día de a la Afrovenezolanidad para conmemorar el alzamiento liderado por Chirino y González. En el estado Falcón de Venezuela se erigió un monumento pedestre de José Caridad González y José Leonardo Chirino, el cual fue robado en 2017.